# Атбаш
Атбаш (хебр. אתבש) је једноалфабетски заменски шифрарник првобитно коришћен за шифровање хебрејског писма.  Може се користити за шифровање са било којим познатим системом писања са стандардним редоследом сређивања. Изворни систем користи хебрејски алфабет који садржи 22 слова и једноставну замену слова по принципу: прво са задњим, друго са предзадњим, и тако редом. Само име потиче од првог, последњег, другог и претпоследњег хебрејског слова (Алеф–Тав–Бет–Шин).

## Начин шифровања
Атбаш шифра се формира узимањем алфабета (или абџада, слога, итд.) и мапирањем на његову полеђину, тако да прво слово постаје последње слово, друго слово постаје предпоследње слово, и тако даље. На пример, ћирилично писмо би функционисало овако:
| Слово  | А | Б | В | Г | Д | Ђ | Е | Ж | З | И | Ј | К | Л | Љ | М | Н | Њ | О | П | Р | С | Т | Ћ | У | Ф | Х | Ц | Ч | Џ | Ш |
| ------ | - | - | - | - | - | - | - | - | - | - | - | - | - | - | - | - | - | - | - | - | - | - | - | - | - | - | - | - | - | - |
| Замена | Ш | Џ | Ч | Ц | Х | Ф | У | Ћ | Т | С | Р | П | О | Њ | Н | М | Љ | Л | К | Ј | И | З | Ж | Е | Ђ | Д | Г | В | Б | А |

Атбаш шифра за савремено хебрејско писмо би било:
|        | Алеф | Бет | Гимел | Далет | Хех  | Вав | Зајин | Хет   | Тет | Јод | Каф   | Ламед | Мем | Нун | Самеч | Ајин  | Пех | Цадк | Коф   | Реш   | Шин | Тав  |
| Слово  | א    | ב   | ג     | ד     | ה    | ו   | ז     | ח     | ט   | י   | כ     | ל     | מ   | נ   | ס     | ע     | פ   | צ    | ק     | ר     | ש   | ת    |
|        | Тав  | Шин | Реш   | Коф   | Цадк | Пех | Ајин  | Самеч | Нин | Мем | Ламед | Каф   | Јод | Тет | Хет   | Зајин | Вав | Хех  | Далет | Гимел | Бет | Алеф |
| Замена | ת    | ש   | ר     | ק     | צ    | פ   | ע     | ס     | נ   | מ   | ל     | כ     | י   | ט   | ח     | ז     | ו   | ה    | ד     | ג     | ב   | א    |

Померањем корелације за један простор улево или удесно, може се извести варијанта Батгаш (назван по Бет–Тав–Гимел–Шин) или Ашбар (за Алеф–Шин–Бет–Реиш). Било које алтернативно мапирање оставља једно слово незамењеним; односно Алеф и Тав.
Због чињенице да постоји само један начин да се ово изведе, Атбаш шифра не пружа комуникацијску сигурност, јер недостаје било какав сигурносни кључ. У случају да је коришћено више редоследа шифре, могло би се користити као кључ, али ни то не пружа значајнију сигурност, с обзиром да на основу само неколико често коришћених слова може да се закључи који редослед је коришћен.

## Употреба
Тумачи Библије описују неколико библијских речи као примере Атбаша:
- Јеремија 25:26 – „Краљ Шешах ће пити за њима“ – Шешах значи Вавилон по атбашу (בבל ббл →ששך шшк).
- Јеремија 51:1 – „Ево, ја ћу подићи на Вавилон и на становнике Лев-Камаја, ветар разорни. – Лев-камај значи Халдејци (כשדים кшдим  →לבקמי лбкми).
- Јеремија 51:41 – „Како је Шешах ухваћен, и хвала целе земље! Како је Вавилон постао проклетство међу народима!" – Шешах што значи Вавилон (בבל ббл →ששך шшк).

Поред повремене употребе у библијским текстовима, атбаш су користила и тајна друштва. Божанство за које је ред Темплара оптужен да у потајности обожава, а чији је назив Бафомет, када се примени атбаш добиј се реч Софија, тј. богиња мудрости.